# Sant Sebastià de Vilanova i la Geltrú
Sant Sebastià de Vilanova i la Geltrú és una església de Vilanova i la Geltrú (Garraf) protegida com a Bé Cultural d'Interès Local.

## Descripció
Es tracta d'una capella d'una sola nau, d'una única façana al carrer i campanar de cadireta d'una arcada sobre la porta.
La nau consta de quatre trams separats per arcs torals i coberts per volta de canó amb llunetes. Hi ha contraforts exteriors a excepció dels que formen una capella lateral, la sagristia i l'accés al cor. L'absis és semicircular amb coberta de quart d'esfera nervada. El primer tram de la nau està coberta amb una volta escarcera amb llunetes que ocupa el primer tram de la nau.
La façana del carrer sant Sebastià és molt simple es compon d'una porta central d'arc de mig punt, un ull de bou i el campanar de cadireta d'una sola arcada.